# Amatersko kazalište Petar Hektorović
Amatersko kazalište "Petar Hektorović" je hrvatska amaterska kazališna kuća iz grada Starog Grada na otoku Hvaru. Sjedište je na adresi Novo Riva 5, Stari Grad.
Današnji upravni odbor (stanje 3. srpnja 2017.) činidu predsjednik Antonio Škarpa, dopredsjednik Lovre Plenković, tajnica Marija Cero, intendantica Ljiljana Plenković, član Vjekoslav Tadić.

## Povijest
Osnovano je 1893. godine. godine. Povijesni korijeni i temelji su kazališni život hrvatske renesanse 16. stoljeća, kad je bio aktiva hrvatski pjesnik Petar Hektorović. Starogrojski kazališni život zadnjih desetljeća 19. stoljeća zbivao se na otvorenom i prevladavala su crkvena prikazanja kao tema. Nakon što je osnovano ovo kazalište, preko trajne dramske pozornice prije i poslije drugoga svjetskog rata, tradicija je s uspjehom nastavljena sve do danas.
Kazalište na tisućama proba uvježbalo preko stotinu predstava koje je gledalo mnogobrojno gledateljstvo. Od 1973. do 2011. godine hektorovićevci su uprizorili 28 premijera djela koja su poslije izvedena više stotina puta. Ova harvoska kazališna družina njeguje komediografski izričaj.
Amatersko kazalište Petar Hektorović je sudjelovalo na mnogim susretima, smotrama, festivalima te gostovalo na inim pozornicama. Izveli su brojne predstave, a također su se istaknuli vrlo uspješnim organizacijama susreta kazališnih amatera Dalmacije i Festivala hrvatskih kazališnih amatera.

## Vanjske poveznice
- Kazalište Petar Hektorović na Facebooku